# Pedersen T1E3
Il Pedersen Rifle, conosciuto nella sua forma finale con la denominazione T1E3, fu un fucile semiautomatico statunitense progettato da John Pedersen e prodotto in piccole quantità per test dell'Esercito statunitense negli anni '20 come parte del programma per trovare un valido sostituto all'ormai obsoleto M1903.
Nonostante sembrasse che il design proposto da Pedersen fosse il migliore tra i candidati, la scelta ricadde sul fucile M1 calibro .30-06 proposto da Garand.

## Storia
Lo U.S. Army aveva già mostrato interesse in un fucile semiautomatico già prima della Grande Guerra. Il conflitto aveva reso evidenti due cose: primo, che il proiettile .30-06 era troppo potente per le distanze a cui si svolgevano i normali scontri di fanteria (500 m o poco più); secondo, che i fucili a ripetizione manuale come l'M1903 erano troppo lenti a sparare e non permettevano un secondo colpo di correzione in caso di errore. Lo U.S. Army Ordnance Bureau non si fece problemi a richiedere nuovi progetti e arrivò addirittura a fornire alcuni pezzi, come le canne, ai produttori che difficilmente avrebbero potuto produrle. Tuttavia, decisioni prese così rapidamente portarono spesso a progetti di qualità pessima a causa della mancanza di esperienza dei progettisti.
I testi degli anni venti portarono il Bureau a selezionare tre progetti: il fucile Bang, il Thompson Autorifle e il primo progetto di quello che sarebbe poi diventato l'M1 Garand. Tuttavia, tutti e tre i design erano resi inutilizzabili dall'eccessiva potenza sprigionata dal .30-06, oltre a risultare troppo pesanti e soggette a surriscaldamento. Le prove con piccoli numeri di fucili semiautomatici Remington .25 permisero di farsi un'idea sull'uso di munizioni meno potenti.

## Le proposte
A questo punto, John Douglas Pedersen propose di propria iniziativa all'Army Ordnance Bureau un progetto che avrebbe avuto ripercussioni notevoli in seguito. In sostanza, ciò che aveva in mente era un fucile che non fosse operato a massa battente (troppo rinculo e quindi poca precisione) né a gas (complesso, pesante e potenzialmente con caratteristiche indesiderate). In più, propose lo sviluppo di un nuovo proiettile che colmasse il gap tra .256 e .276 (6,5 mm e 7 mm rispettivamente) e che, pur rimanendo meno potente del .30-06, fosse letale fino a 300 m. Pedersen aveva un'ottima reputazione sia come progettista che come tecnico della produzione alla Remington Arms Company. Proprio alla Remington aveva progettato quattro armi per il mercato civile e si era dedicato allo sviluppo del congegno oggi noto come Pedersen Device per i fucili M1903 e M1917 Enfield.
Il Bureau fu così colpito che nel 1923 offrì a Pedersen un ufficio suo, un budget per il progetto, uno stipendio regolare e, come compensazione per aver lasciato la Remington, il permesso di brevettare i suoi lavori e guadagnare da questi in caso di adozione della sua arma.

## Sviluppo del fucile e della munizione
Pedersen cominciò il suo lavoro nel 1924, concentrandosi per prima cosa sul proiettile. Il .276 Pedersen (7 x 51 mm) era 12 mm più corto dello standard .30-06, tre quarti il peso, e generava un terzo del calore in meno e la metà del rinculo. Nonostante la dimensione inferiore, la traiettoria era simile a quella del .30-06, con una velocità alla volata di 792 m/s. Gli svantaggi erano una minore tracciabilità del colpo, minore efficacia perforante, senza contare il problema logistica dovuto al fatto che le mitragliatrici avrebbero comunque continuato ad usare il .30-06. Il proiettile rese comunque possibile l'idea di un fucile semiautomatico efficace e leggero allo stesso tempo.
Nei primi mesi del 1926 Pedersen aveva già finito di progettare e assemblare il prototipo. Aveva impiegato il tempo a disposizione non solo per progettare l'arma in sé, ma anche i macchinari per produrla, impressionando notevolmente i vertici militari. Il fucile si presentava perfetto: 1.120 mm per 3,8 kg di peso. Alimentato tramite clip en-bloc da dieci colpi, sfruttava per il riarmo il meccanismo della pistola tedesca Luger P-08, pur con l'aggiunta di un sistema di ritardo del rinculo. Il sistema era semplice e per nulla fragile, essendo riuscito anche ad eliminare i complessi meccanismi per l'uso a gas (presenti invece nel B.A.R.). Per facilitare l'estrazione, i proiettili erano rivestiti in cera, che lasciava una "pellicola dura, resistente e non appiccicosa". Con le munizioni incerate Pedersen risolse il problema dell'estrazione ma espose il fianco alle critiche che accusavano le munizioni di essere raccoglitori di polvere e sporco che avrebbero minato il corretto funzionamento dell'arma.

## Test e valutazioni

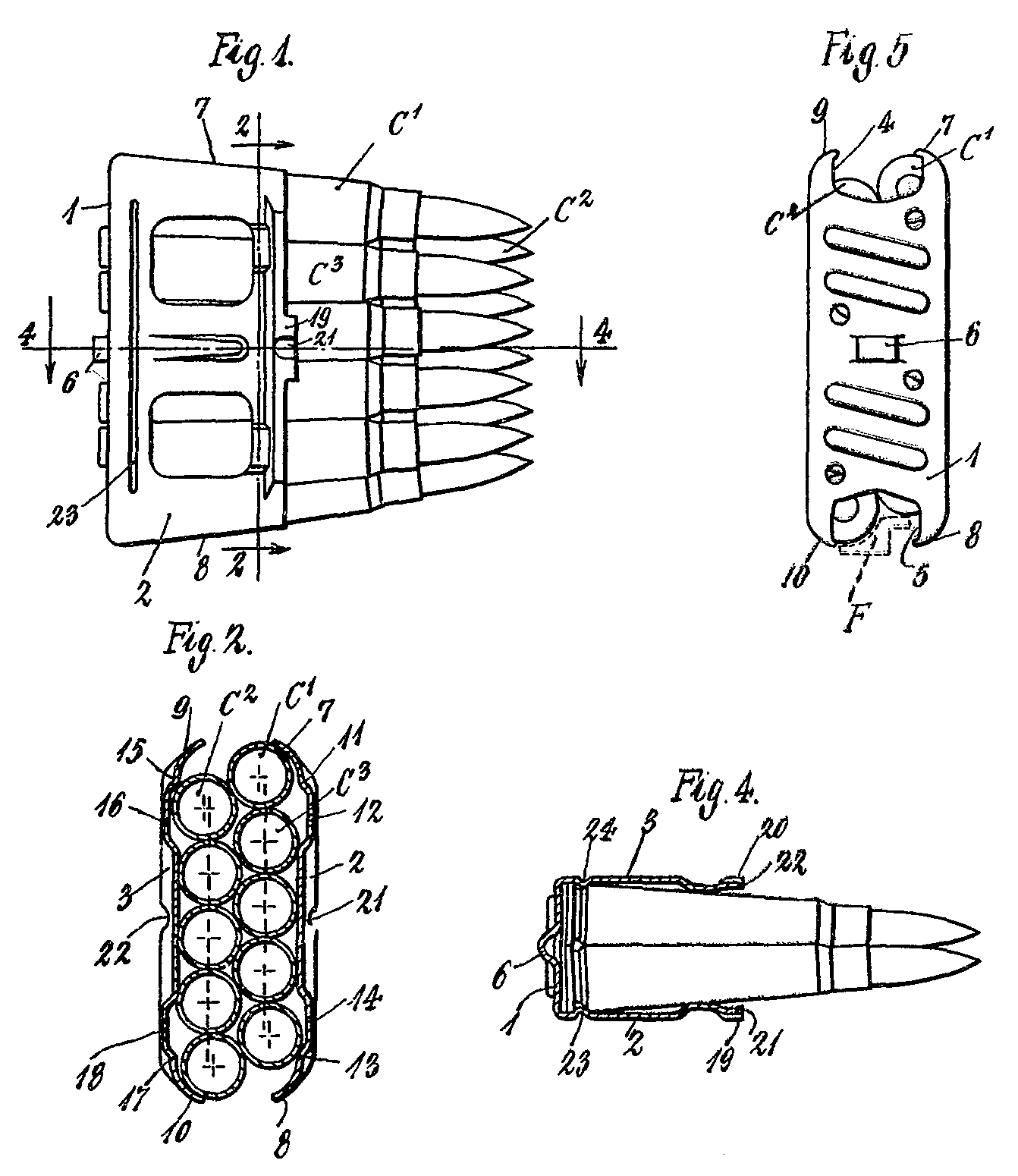
La clip en-bloc caricata con dieci colpi .276 Pedersen. Immagine tratta dal brevetto del progettista.

Nel Febbraio 1926 il nuovo fucile con la rispettiva munizione vennero testate alla presenza dei capi dell'esercito e della cavalleria. I risultati furono "altamente promettenti". Fu accordato il permesso di produzione per 20 fucili e 5 carabine (20 Maggio 1926). Dopo che furono testati anche il prototipo di Garand e il Thompson Autorifle, la commissione chiese che ulteriori test fossero condotti, pur indicando l'arma di Pedersen la migliore.
Nell'Aprile 1928 la fanteria diede il suo parere sul T1E3, considerando l'arma un solido investimento. Si pensò addirittura di sostituire il Pedersen a tutti gli M1903 e B.A.R. allora in dotazione. Anche la cavalleria fu positiva nella valutazione. Per i soldati, abituati a otturatori rigidi e armi pesanti, il Pedersen offriva, con il suo rinculo moderato e la capacità di fuoco semiautomatico, un ottimo rimpiazzo. Anche Garand, dopo problemi con gli inneschi, lasciò perdere il progetto di un fucile in .30-06 per dedicarsi al .276.
Furono sollevati dubbi sull'effettiva letalità del .276, tanto che nuovi test furono condotti alla "Pig board" (così definita perché il test di letalità veniva effettuato su maiali anestetizzati). Si concluse che tutti i proiettili (.256, .276 e .30) fossero letali fino a 1.200 m, e altrettanto dannosi a 300/400 m. Addirittura, il più piccolo .256 fu ritenuto il più letale di tutti e non si riuscì ad elaborare alcuno scenario in cui il proiettile di Pedersen fosse inefficace.

## Ultimi testi ed esito definitivo
Nel luglio 1928 il Dipartimento della guerra indisse nuove prove per marina, esercito e corpo dei Marines per una valutazione su tutti i fucili allora adottabili con lo scopo di scegliere il più adatto al servizio attivo. La valutazione durò ben tre anni con tre serie successive di test. Si rese evidente la propensione per un fucile semiautomatico in .30-06, ma fu anche apprezzata l'efficacia del .276 su distanze fino ai 600 m, considerando che il proiettile avrebbe permesso la realizzazione di fucili molto più leggeri degli esistenti. Il Board si mostrò favorevole all'adozione di un fucile in .276: sette fucili, compreso il T1E3 Pedersen furono inviati per le prove. Uno di essi fu il fucile T3 .276 Garand con caricatore simmetrico en-bloc da 10 colpi.

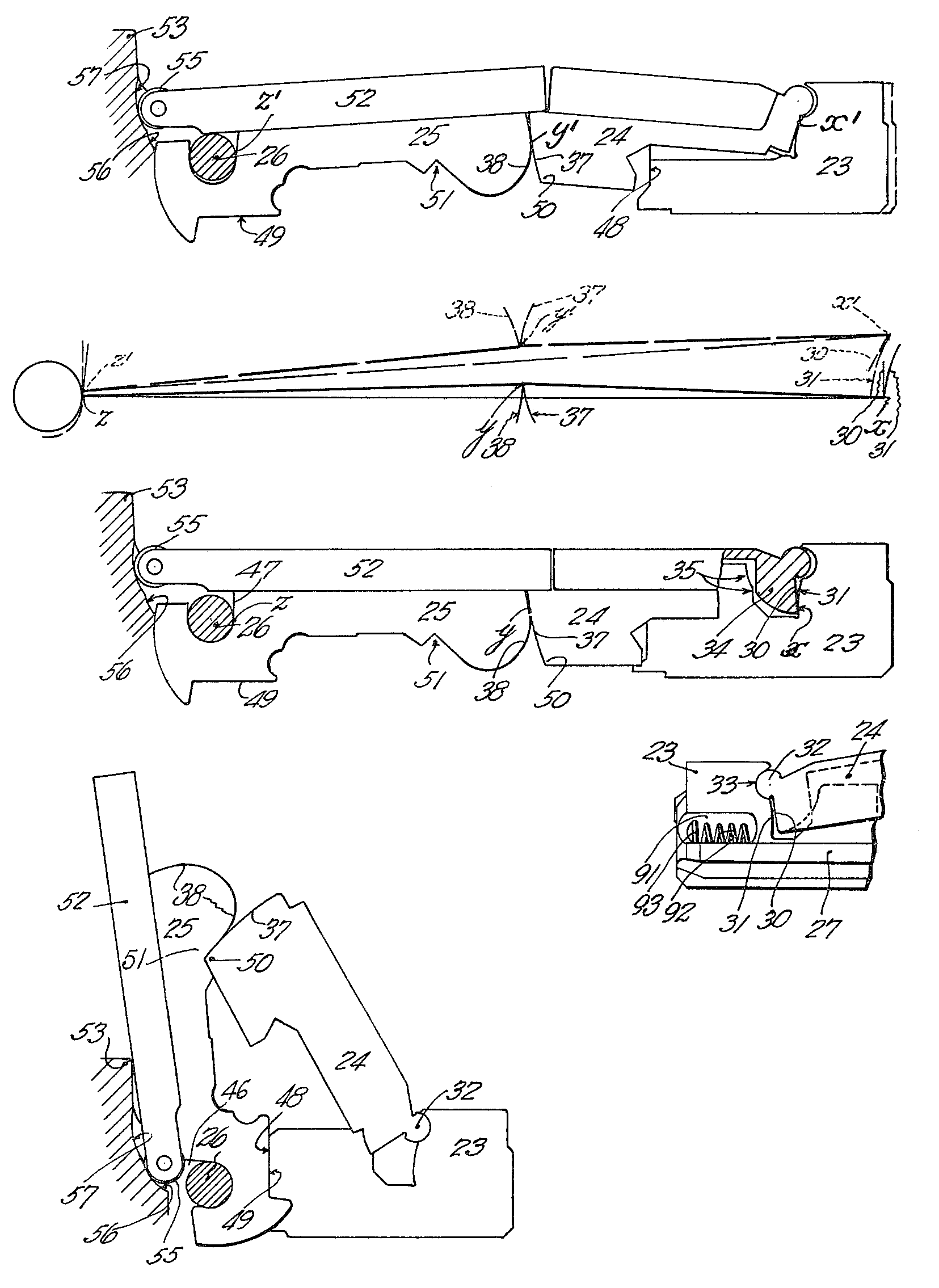
L'azione a rinculo ritardato brevettata da Pedersen. Immagine tratta dal brevetto del progettista.

La conclusione dei test, l'ultimo dei quali dell'agosto 1929, portò a stabilire la superiorità del T1E3 e del T3 sugli altri. Entrambi i fucili andavano soggetti a malfunzionamenti, ma il T3 si mostrò comunque superiore al T1E3. In particolare, i difetti del T1E3 furono: mancata chiusura della camera, spari accidentali, failure-to-feed, rottura della barra di caricamento e del disconnettore. Il Board ritenne necessaria la produzione di 30 fucili T3 per ulteriori test, oltre ad una nuova versione di fucile T3 in .30-06.
La letalità del munizionamento venne nuovamente analizzata, stavolta usando capre anestetizzate e misurando accuratamente la velocità di ingresso e di uscita dei colpi. Ancora una volta, i test non poterono dimostrare la superiorità delle munizioni .30 sulle normali distanze d'ingaggio.
Nel 1931 si tennero le sessioni di test per i fucili T1E3 e T3E2 da parte della fanteria. Si giunse alla conclusione che il T3E2 fosse superiore sia per potenza di fuoco che per facilità di assemblaggio (60 parti contro 99). La stessa commissione che tre anni prima aveva raccomandato il fucile T1 stava ora raccomandando il T3E2 e il calibro .276. Solo i vertici della fanteria si schierarono apertamente a favore del calibro .30.
Il fucile Garand in .30-06 (in sostanza un modello T3E2 sovrascalato) fu rapidamente assemblato e, sotto la confusa designazione T1E1, testato assieme al T3E2 e il Pedersen T1E3 nel 1931. La commissione fu piuttosto critica verso il T1E3, lamentando problemi con i proiettili lubrificati (nonostante l'ingegnosità del modello di Pedersen), un pessimo grilletto e l'apertura in verticale dello sportello di espulsione. La lamentela più grande riguardava però la tendenza dell'arma a riempirsi di sporco dato l'otturatore bloccato in posizione aperta. La commissione riportò diversi "slam-fire" (innesco involontario del proiettile dovuto alla protrusione del percussore nel blocco otturatore causata dall'entrata di corpi estranei) nel T1E3, mentre il T3E2 ammaccava sì l'innesco con il percussore, ma non soffriva di "slam-fire".
Alla fine, problemi di fondi imposero una decisione. Di fronte alla possibilità di perdere i finanziamenti del Congresso, la commissione si riunì un'ultima volta nel Gennaio del 1932 e decise di raccomandare come arma il T3E2 (il Garand in .276) per una produzione limitata, pur consigliando ulteriori lavori sul T1E1 (il Garand in .30-06). In questo modo il fucile di Pedersen venne definitivamente scartato. Quattro anni dopo, quasi lo stesso giorno, la versione migliorata del T1E1 venne accettata in servizio con la designazione U.S. Rifle, Caliber .30, M1.
Mentre la Springfield Armory perfezionava e produceva i nuovi Garand M1, Pedersen continuò a lavorare su un altro prototipo. Sviluppò un fucile in calibro .30 a sottrazione di gas con una barra di riarmo a più pezzi. Si batté perché l'arma venisse testata prima dell'inizio della seconda guerra mondiale. Contemporaneamente, si rilevarono diversi problemi nel progetto di Garand: sia Pedersen che Johnson cercarono di sfruttare la questione a loro vantaggio. Basandosi sui numeri seriali, è plausibile che siano stati assemblati perfino 12 prototipi di fucili Pedersen a gas. Un esemplare, definito Model G-Y è oggi custodito allo Springfield Armory Museum.

## Interesse all'estero
La possibilità che il fucile potesse essere adottato dalle forze armate statunitensi suscitò interesse anche all'estero, specialmente nel Regno Unito. Nel 1930 Pedersen si recò in Inghilterra per supervisionare i lavori sui macchinari di produzione alla Vickers-Armstrong, compagnia che si sarebbe occupata della produzione degli esemplari per i test britannici. I test ebbero luogo nel 1932 a fianco di altri fucili semiautomatici, ma la cosa non ebbe esito. La Vickers produsse i fucili per i test in piccole quantità e ne migliorò il progetto. Un Vickers-Pedersen .276 è stato venduto alla James D. Julia Auction nel marzo 2008, numero seriale 95, la cui clip en-bloc era simmetrica così da poter essere caricata senza preoccuparsi del verso d'inserimento. Il calcio aveva una forma diversa rispetto ai modelli americani della Springfield Armory, ma per il resto il fucile non presenta differenze con le versioni standard T1E3.
Si sa per certo che Pedersen si sia recato in Giappone per seguire da vicino l'interesse mostrato dall'Esercito Imperiale Giapponese, e la cosa portò alla produzione di 12 fucili e 12 carabine per i test del 1935, sebbene qualunque progetto sarebbe stato abbandonato nel 1936. I prototipi erano stati modificati per sparare il proiettile 6,5 mm e furono incorporati diversi cambiamenti che modificarono radicalmente l'aspetto dell'arma rispetto al T1E3. Il cambiamento più visibile era l'adattamento della cassa per il nuovo caricatore Schoenauer, seguito dalla guida per le clip sul castello e dalla sicura sul castello. Un paramano traforato ricopriva l'intera canna e agiva da protezione contro il calore, mentre le calciatura ricordano molto quelle dei nipponici Type 99 e Type 38. Le mire metalliche sono disassate sulla sinistra, forse un vano tentativo di impedire che l'apertura dell'otturatore bloccasse la linea di mira. Il funzionamento del fucile non fu soddisfacente, ma la cosa è legata alla mancata comprensione da parte degli operatori dell'importanza delle munizioni lubrificate. Una variante carabina, numero seriale 5, è mostrata in dettaglio nel libro The Book of the Garand di Hatcher.

## Eredità
Sebbene il Pedersen non venne mai accettato come fucile d'ordinanza dallo U.S. Army, l'arma ebbe certamente un ruolo fondamentale nel processo di selezione dell'arma vincitrice, il fucile M1 Garand. Il lavoro di John Pedersen nel creare e migliorare la sua arma fu una processo coerente di ricerca e sviluppo che alzò notevolmente lo standard per coloro che cercavano l'attenzione della Auto-Ordnance. Inoltre, l'unico vero avversario del Pedersen durante le prove fu il fucile di John C. Garand che come Pedersen era un progettista molto talentuoso nel campo dei macchinari di produzione.
Il grande successo nelle prime fasi e la finale sconfitta del Pedersen sono state spesso attribuite ad un comportamento troppo conservativo in materia di funzionamento delle armi. Tuttavia, poche prove sostengono tale ipotesi. In poche parole, il fucile aveva i suoi problemi. L'arma era complessa, cosa che rendeva difficile pensare ad una produzione di massa con gradi di precisione tali che garantissero la perfetta intercambiabilità delle parti. Certamente la preoccupazione che il meccanismo molto aperto avrebbe lasciato entrare facilmente corpi estranei era fondata, ma il pregio reale dell'arma fu quello di dimostrare che un fucile semiautomatico era realizzabile. Il pregiudizio è evidente nei confronti di quella che era forse la più innovativa delle caratteristiche del fucile Pedersen, ossia l'uso di munizioni lubrificate: è evidente il conservatismo nella convinzione che un tal sistema sarebbe stato inutilizzabile in situazioni di combattimento.
Alcuni scrittori hanno sostenuto che il fucile di Pedersen sia stato "ucciso" dal generale Douglas MacArthur che si ostinò a voler utilizzare la munizione .30-06 per il nuovo fucile. Tuttavia, le prove non corroborano neanche tale ipotesi. Il fucile di Pedersen fu scartato un mese prima che MacArthur si pronunciasse sulla questione, cosa che avvenne quando il Garand in .276 (il modello T3E2) era già stato dichiarato vincitore della competizione e pronto per la produzione. La storia mostra solo come MacArthur si oppose all'uso del .276 nel Garand.

## Descrizione e funzionamento
Il Pedersen T1E3 fu pensato in due versioni: un fucile da fanteria (20 esemplari) con canna da 610 mm e calcio completo simile a quello di un M1903 per una lunghezza totale di 1.117 mm; e una variante carabina (5 esemplari) con canna da 533 mm e un calcio analogo a quello del Krag-Jørgensen da cavalleria. Un numero non quantificabile (ma sicuramente più alto) di fucili da fanteria fu prodotto dalla Vickers-Armstrong in Inghilterra. Il peso teorico della versione da fanteria avrebbe dovuto essere di 3,68 kg, ma il peso di quelli testati si rivelò essere piuttosto 4,13 kg. Il calcio in noce aveva un abbozzo di calciatura a pistola (dai contorni molto morbidi) e una curvatura molto pronunciata nella parte superiore nella quale era ricavato un poggia-guancia. La canna era racchiusa da una copertura in metallo traforato, mentre la canna stessa presentava 12 scanalature elicoidali intese a fornire una maggiore superficie per il raffreddamento. Proprio la copertura in metallo fu soggetta a pesanti critiche data la tendenza a scaldarsi durante l'uso, mentre l'uso di legnami a diversa densità favoriva probabilmente le deformazioni della canna dovute al calore, andando quindi a minare la precisione dell'arma. Il caricatore integrale da dieci colpi comprendeva un corpo sporgente sul lato inferiore dell'arma, dai contorni molto morbidi che riflettevano i meccanismi interni. La tacca di mira anteriore è quella a lama dei fucili M1903 senza la copertura, mentre la tacca posteriore è una semplice diottra (simile a quella che si vede sui Garand) regolabile in alzo e deriva. La leva di armamento si trova sul lato destro dell'arma e azioni l'intero otturatore.
Il fucile Pedersen operava secondo il principio della massa battente esitante (hesitating blowback): l'energia rilasciata dalla combustione del propellente impone alle meccaniche di arretrare ma resistenze meccaniche costruite all'interno del meccanismo ritardano l'apertura della camera abbastanza da permettere alla pressione di scendere a livelli di sicurezza. La pressione esercitata sull'otturatore viene smorzata tramite scarichi meccanici ottenuti dall'interazione tra le parti posteriori della meccanica. Alla fine, l'otturatore si apre verso l'alto, con un angolo di circa 95°, in maniera simile a quanto accade nelle pistole Luger P 08, ma con la differenza che nel Pedersen non si assiste ad una vera e propria chiusura della camera. Lo stesso identico principio era impiegato dalla mitragliatrice austroungarica Schwarzlose Model 07/12.
Come in tutte le armi azionate a massa battente esitante (hesitating blowback) il fucile Pedersen doveva impiegare un qualche metodo per impedire l'adesione del bossolo alla camera a causa dell'elevata pressione e dell'elevata velocità di movimento delle meccaniche durante l'espulsione. Il metodo scelto da Pedersen fu il sofisticato sistema di rivestimento di cui si è parlato sopra che garantì un funzionamento eccellente nei test. È importante notare come ogni test eseguito (intenzionalmente) senza rivestimento si concluse disastrosamente, vista l'impossibilità dell'arma ad estrarre il bossolo dalla camera.
Partendo da un fucile scarico e otturatore chiuso, il caricamento e azionamento procedono nel seguente modo:
1. Afferrando la leva di azionamento con la mano destra, l'operatore tira indietro e solleva verso l'alto il blocco otturatore fino a che questo non rimane in posizione verticale, bloccato in apertura. La molla di ritorno è a questo punto completamente compressa.
2. Una clip di acciaio bifilare asimmetrica da dieci colpi viene inserita nel caricatore e trattenuta in posizione da un piccolo gancio. La particolarità delle clip usate nel Pedersen, analogamente a quanto accadeva col Modello 92 austriaco, era l'impossibilità di inserire la clip senza controllare il verso, in quanto diverse dai due lati: la cosa non fu particolarmente apprezzata dato che tenendo conto delle situazioni di stress in combattimento l'errore sarebbe stato più frequente di quanto creduto. L'espulsione di una clip parzialmente esaurita avveniva aprendo l'otturatore dell'arma e premendo il grilletto a fine corsa con l'otturatore trattenuto in apertura.
3. Tirando leggermente indietro la leva dia armamento, l'operatore svincola l'otturatore che torna in posizione di chiusura estraendo una cartuccia dal caricatore e inserendola in camera. Se non si intende sparare subito è possibile bloccare il percussore a molla tramite una sicura trasversale all'otturatore, che blocca contemporaneamente anche l'otturatore, impedendone l'apertura. Le prove classificarono sicura e percussore come le parti più deboli dell'arma: la sicura, quando inserita, oltre ad essere particolarmente fragile, impediva di svuotare la camera e non bloccava il grilletto (ma solo il percussore), mentre il percussore si bloccava spesso causando detonazioni accidentali alla chiusura dell'otturatore (slamfire).
4. Con il fucile pronto a far fuoco, la pressione del grilletto aziona un connettore orientato verso il caricatore che causa lo spostamento del dente di scatto che a sua volta rilascia il percussore che fa detonare il colpo in camera. Cosa comune anche ai fucili bullpup, la separazione tra gruppo di scatto e gruppo di fuoco rende il grilletto piuttosto rigido e scomodo. Punto a sfavore del fucile fu anche il movimento verticale dell'otturatore che ostruiva la vista del tiratore, anche se solo per pochi decimi di secondo. La cosa fastidiosa era il fatto che tale movimento verso l'alto andava a colpire l'elmetto brody in dotazione all'esercito.
5. Quando l'ultimo colpo viene camerato e poi sparato, il movimento verticale della linguetta del caricatore ingaggia il meccanismo di hold-open che blocca l'otturatore in posizione aperta, con conseguente espulsione della clip esaurita verso l'alto (analogamente a quanto accade nel fucile M1). Il rilascio dell'otturatore si esegue premendo verso il basso la linguetta del caricatore e arretrando leggermente il blocco che viene così rilasciato (sia il T1 che il Garand in .276 avevano il difetto di espellere spesso la clip quando un colpo era ancora presente nel caricatore).

Lo smontaggio da campo per un T1 era piuttosto semplice: con il fucile scarico ad otturatore aperto si poteva bloccare la molla di ritorno tramite la pressione di un pulsante sul lato inferiore dell'arma. In questo modo si poteva estrarre la testa dell'otturatore dall'arma e subito dietro tutto il blocco dell'otturatore. La copertura del caricatore poteva a questo punto essere rimossa premendola in avanti fino a svincolarla dal corpo dell'arma. A questo punto si potevano estrarre il gruppo grilletto e alimentazione semplicemente allentando un pressore posto dietro alla guardia del grilletto: il gruppo è così libero e può essere estratto dal calcio. Il processo di smontaggio, a grandi linee, ricorda quello della carabina SKS. Calciatura e gruppo castello-canna non venivano solitamente separati durante la manutenzione, come avveniva per i fucili K98k e M1903.

## Numeri seriali (U.S. Rifles)
La maggior parte dei registri dell'epoca sono andati perduti. Ciò che si è riusciti a trovare è probabilmente relativo al periodo dei test condotti nel 1931.
SA = Springfield Armory
1. 2/11/31 SA
2. Carbine 2/11/31 SA
3. 2/11/31 SA; 4/11/31 SA (Ft. Benning)
4. Carbine 2/11/31 SA; 4/11/31 SA (Ft. Riley)
5. 2/11/31 SA; 4/11/31 SA (Ft. Benning)
6. 2/11/31 SA
7. Carbine 2/11/31 SA; 4/11/31 SA (Ft. Riley)
8. 2/11/31 SA (mancante); 4/11/31 SA (in riparazione)
9. 2/11/31 SA (mancante); 4/11/31 SA (in riparazione)
10. 9/28/31 (Ordnance Office)
11. 8/30/27 (Ft. Benning)
12. 2/11/31 SA; 4/11/31 SA (Ft. Benning)
13. 2/11/31 SA; 4/11/31 SA (Ft. Benning)
14. 8/30/27 SA (Ft. Riley); 4/11/31 SA (Ft. Benning)
15. 2/11/31 SA; 4/11/31 SA (Ft. Benning)
16. 2/11/31 SA; 4/11/31 SA (Ft. Benning)
17. Carbine 2/11/31 SA; 4/11/31 SA (Ft. Riley)
18. 2/11/31 SA; 4/11/31 SA (Ft. Riley)
19. 2/11/31 (castello extra)
20. 2/11/31 (venduto a J.D. Pedersen)

Dalle informazioni si possono identificare 4 delle 5 carabine e 16 dei 20 fucili. Il numero 22 è assegnato a quello che sembra essere un semplice castello disassemblato, stando a significare che solo 19 dei 20 fucili previsti furono in realtà assemblati.